# Малинска
Малинска (хорв. Malinska, нем. Durischal) — населённый пункт в Хорватии, в Приморско-Горанской жупании, в общине Малинска-Дубашница. Малинска расположена в северо-западном районе острова Крк, на берегу Адриатического моря.
Население общины Малинска-Дубашница составляет 2726 человек, население Малинска — 607 (перепись 2001 года), хотя в 1991 году было зарегистрировано 999 жителей. Из-за катастрофических последствий приватизации гостиничного комплекса «Халудово», основного хозяйствующего субъекта в Малинске, в течение 1990-х годов произошло почти полное разрушение Халудова, что привело к потере большого числа рабочих мест. Это отразилось на населении Малинска, которое сократилось на треть.
Малинска — важный центр международного туризма в Хорватии. В 12 и 15 км к северу от Малинска соответственно находятся аэропорт города Риека и мост между континентом и островом Крк. Город Крк расположен в 12 км к югу.
Каждый год 23 июля проходит традиционная «Малинскарская ночь» (хорв. Malinskarska noć) — день муниципалитета и праздник Св. Аполлинария, покровителя прихода и посёлка.
Приходская церковь Св. Аполлинария находится в окрестности Боговичи. Построена в XIX веке, доминирует над Малинска. Новая часовня святого Николая в центре порта освящена в 2000 году.

## Города-побратимы
- Экс-сюр-Вьен (Франция)